# پیچند مارس ۲۰۱۹ آمریکا
تورنادوی مارس ۲۰۱۹ در آمریکا یک پیچندی عظیم بود که در ۳ مارس آلاباما، جورجیا، فلوریدا و کارولینای جنوبی در ایالات متحده که دست کم ۲۳ کشته در شهرستان لی ایالت آلاباما بر‌جا نهاد.

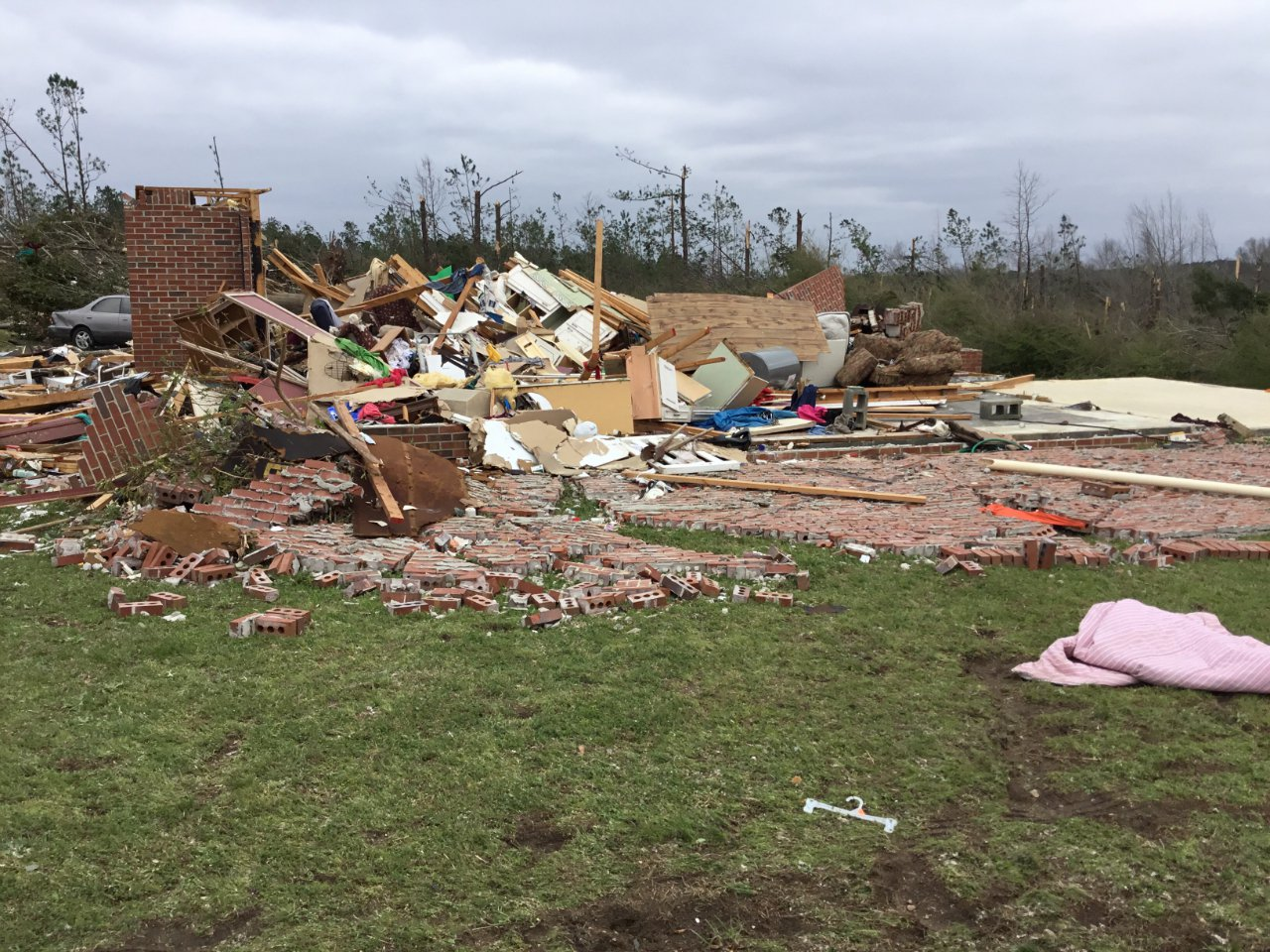
یکی از دست کم سه خانه ای که در ناحیه لی در اثر طوفان با شدت ۴ تخریب شده